# جيري ليسكا
جيري ليسكا (بالتشيكية: Jiří Liška)‏ هو لاعب كرة قدم تشيكي في مركز الدفاع، ولد في 13 مارس 1982 في أولوموتس في جمهورية التشيك. لعب مع نادي سلوفان ليبيريتس.

## وصلات خارجية
- جيري ليسكا على موقع قاعدة بيانات كرة القدم.إي يو (الإنجليزية)
- جيري ليسكا على موقع Soccerway.com (الإنجليزية)
- جيري ليسكا على موقع عالم كرة القدم.نت (الإنجليزية)